# Mansle
Mansle – miejscowość i gmina we Francji, w regionie Nowa Akwitania, w departamencie Charente.
Według danych na rok 2010 gminę zamieszkiwało 1565 osób, a gęstość zaludnienia wynosiła 272 osoby/km².